# Selaincourt
Selaincourt település Franciaországban, Meurthe-et-Moselle megyében. Lakosainak száma 187 fő (2022. január 1.). Selaincourt Colombey-les-Belles, Crépey, Dolcourt, Favières, Goviller, Saulxerotte, Autreville és Harmonville községekkel határos.

## Népesség
A település népessége az elmúlt években az alábbi módon változott:
| Lakosok száma | 132  | 123  | 143  | 187  | 178  | 173  | 180  | 183  | 182  | 187  |
|               | 1968 | 1982 | 1990 | 2006 | 2013 | 2015 | 2017 | 2019 | 2020 | 2022 |